# St. Mauritius (Algermissen)

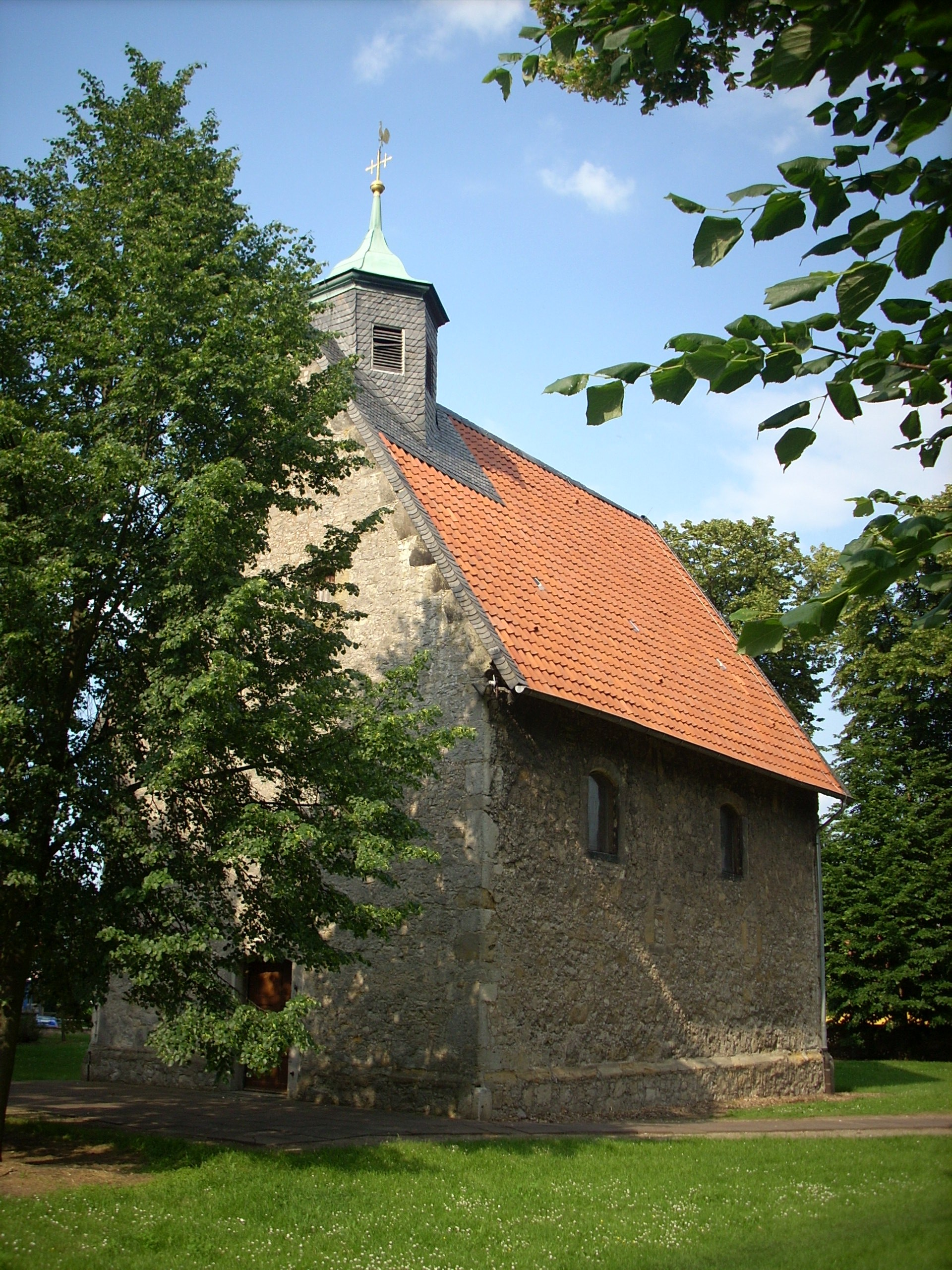
St.-Mauritius-Kapelle

St. Mauritius ist eine römisch-katholische Kapelle in Algermissen im niedersächsischen Landkreis Hildesheim. Die kleine gotische Bruchstein-Saalkirche mit dem Patrozinium des heiligen Mauritius stammt aus dem 14. oder 15. Jahrhundert; sie ist das älteste erhaltene Gebäude Algermissens.

## Geschichte
Kirchlich waren Groß- und Klein-Algermissen, soweit nachweisbar, immer vereint. Dementsprechend gehörte die St.-Mauritius-Kapelle in Klein-Algermissen zur Pfarrei St. Matthäus in Groß-Algermissen.
Am 1. November 2014 wurde die Pfarrgemeinde St. Cäcilia Harsum errichtet. In diesem Zusammenhang wurde die Pfarrgemeinde St. Matthäus in Algermissen aufgehoben und der neu errichteten Gemeinde zugeführt. St. Matthäus und St. Mauritius sind seitdem Filialkirchen von St. Cäcilia.